# Niegripper Altkanal
Der Niegripper Altkanal (NAK), an seinem westlichen Ende von der Wasserstraßen- und Schifffahrtsverwaltung des Bundes formal als Altstrecke Ihlekanal bei Niegripp (AsIh) bezeichnet, ist eine Wasserstraße im zentralen Sachsen-Anhalt.

## Geschichte

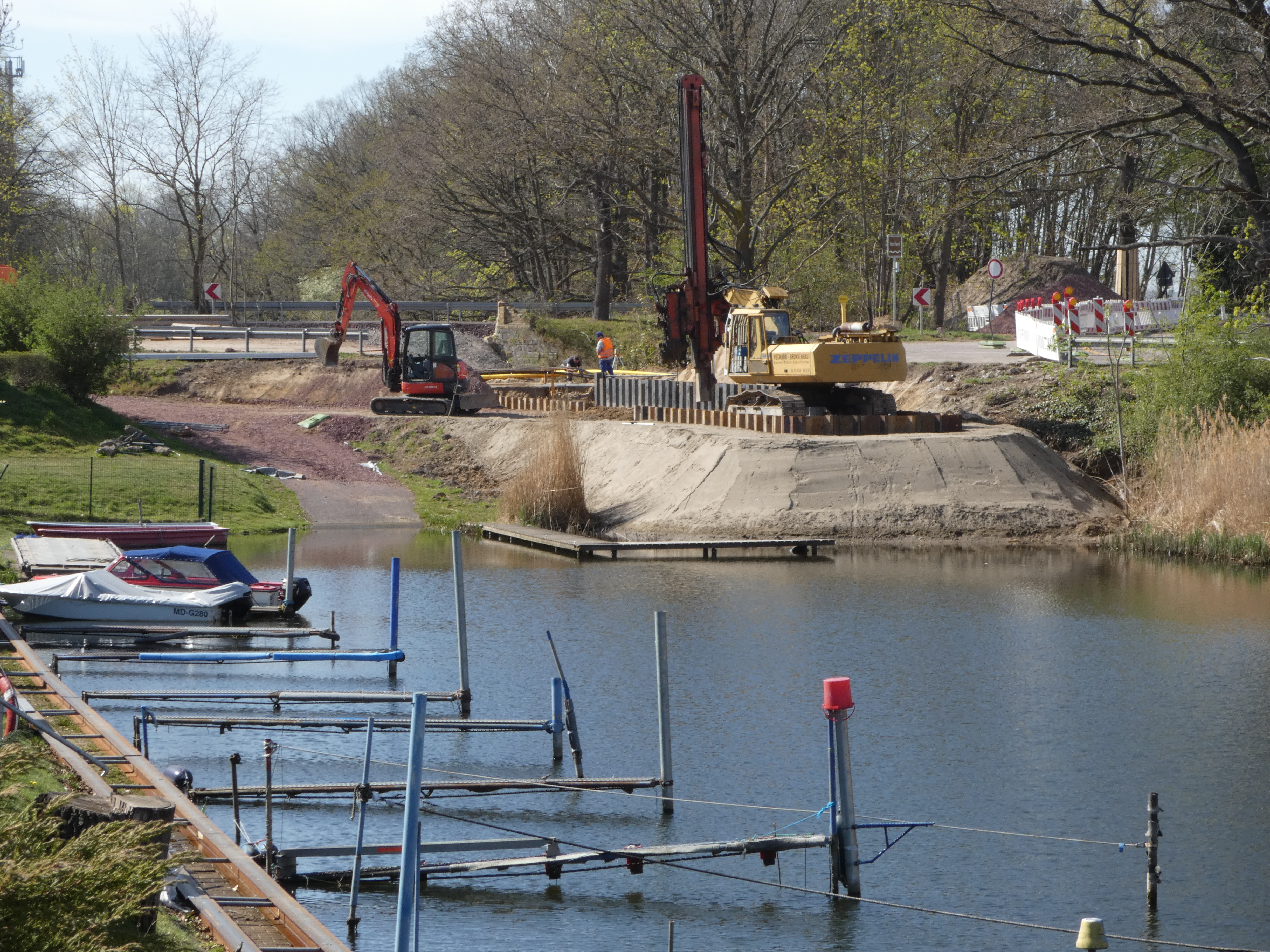
Bauarbeiten 2020 an einem Durchlass im den Kanal sperrenden Damm im Dorf Niegripp

Der Altkanal ist ein Teilstück des ehemaligen, von 1865 bis 1872 errichteten Ihlekanals, der den Plauer Kanal mit der Elbe nordöstlich von Magdeburg verband. In den Ihlekanal verbaute man drei Schleusen, darunter die Alte Schleuse Niegripp. Der Kanal wurde 1883 bis 1891 auf eine Breite von 26,00 Meter und eine Tiefe von 2,00 Meter erweitert, sodass er von Schiffen bis zu einer Größe von einer Länge von 65,00 Meter, einer Breite von 8,00 Meter, einem Tiefgang von 1,60 Meter und einer Tragfähigkeit von etwa 600 Tonnen befahren werden konnte.
Zwischen 1926 und 1938 wurden der Ihlekanal und der Plauer Kanal über weite Strecken zum Elbe-Havel-Kanal ausgebaut. Der Elbe-Havel-Kanal folgt nicht an allen Stellen dem Verlauf der Vorgängerbauten. Teilweise wurde ein begradigter Verlauf gewählt. Weiterhin war schon zur Zeit des Baus des Elbe-Havel-Kanal der Anschluss über das Wasserstraßenkreuz Magdeburg an den Mittellandkanal geplant. Aus diesem Grund verlief der neue Kanal südlich des Dorfes Niegripp. Als Teil des Wasserstraßenkreuzes wurde zum wasserstandabhängig Ab- oder Aufstieg zur Elbe südwestlich Niegripps der Niegripper Verbindungskanal mit der Neuen Schleuse Niegripp gebaut. Durch den Neubau des Elbe-Havel-Kanals entstanden mehrere Altkanäle, so auch der Niegripper Altkanal beziehungsweise die Altstrecke Ihlekanal bei Niegripp, das westliche Ende des ehemaligen Ihlekanals.
Der Betrieb der Alten Schleuse Niegripp wurde eingestellt, der Altkanal verlor seine Bedeutung. Nochmals stark befahren wurde der Kanal ab 1954 aufgrund des Kiesabbaus im Niegripper See. Dabei wurde der Kanal erheblich beschädigt, das Trapezprofil rutschte zu einem flachen Muldenprofil zusammen. Unterhaltungsarbeiten wurden nur ungenügend durchgeführt. 1976 erhielt der Niegripper See einen Durchstich zum Elbe-Havel-Kanal, sodass der Niegripper Altkanal abermals an Bedeutung für die Berufsschifffahrt verlor. Schließlich wurde 1977 bis 1978 nahe der Einfahrt vom Elbe-Havel-Kanal im Bett des Niegripper Altkanals ein Damm aufgeschüttet ▼ und er so vom direkten Zugang zum Elbe-Havel-Kanal und vom direkten Wasseraustausch abgeschnitten. Das Gewässer wurde nur noch von Sportbooten genutzt.
Im Zuge von Sanierungsarbeiten im Kanal wurde 2014 der Damm, der den Altkanal vom Elbe-Havel-Kanal trennte, wieder beseitigt. Das Ufer wurde im Weiteren mit Aufschüttungen von Steinen befestigt und der Kanal wieder auf zwei Meter Tiefe ausgebaggert. Insgesamt wurde der Kanal in vier Bauabschnitten bis zur alten Schleuse saniert. 2018 konnten die Sanierungsarbeiten abgeschlossen werden. Im März 2020 wurden im Bereich des den Kanalquerschnitt versperrenden Dammes in Niegripp Arbeiten an einem Durchlass im Rahmen der Europäischen Wasserrahmenrichtlinie errichtet.

## Beschreibung

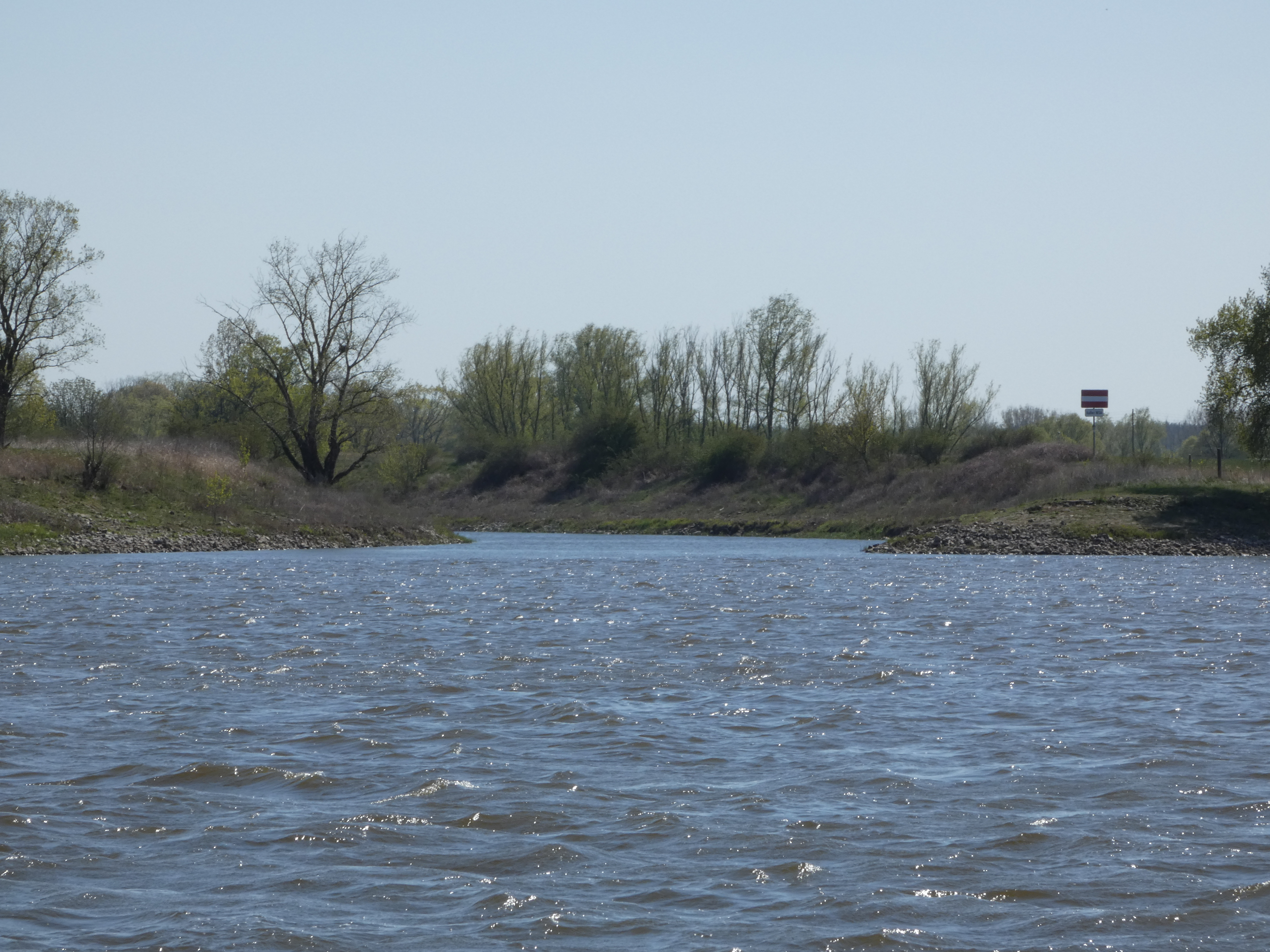
Zufahrt in den Kanal von der Elbe

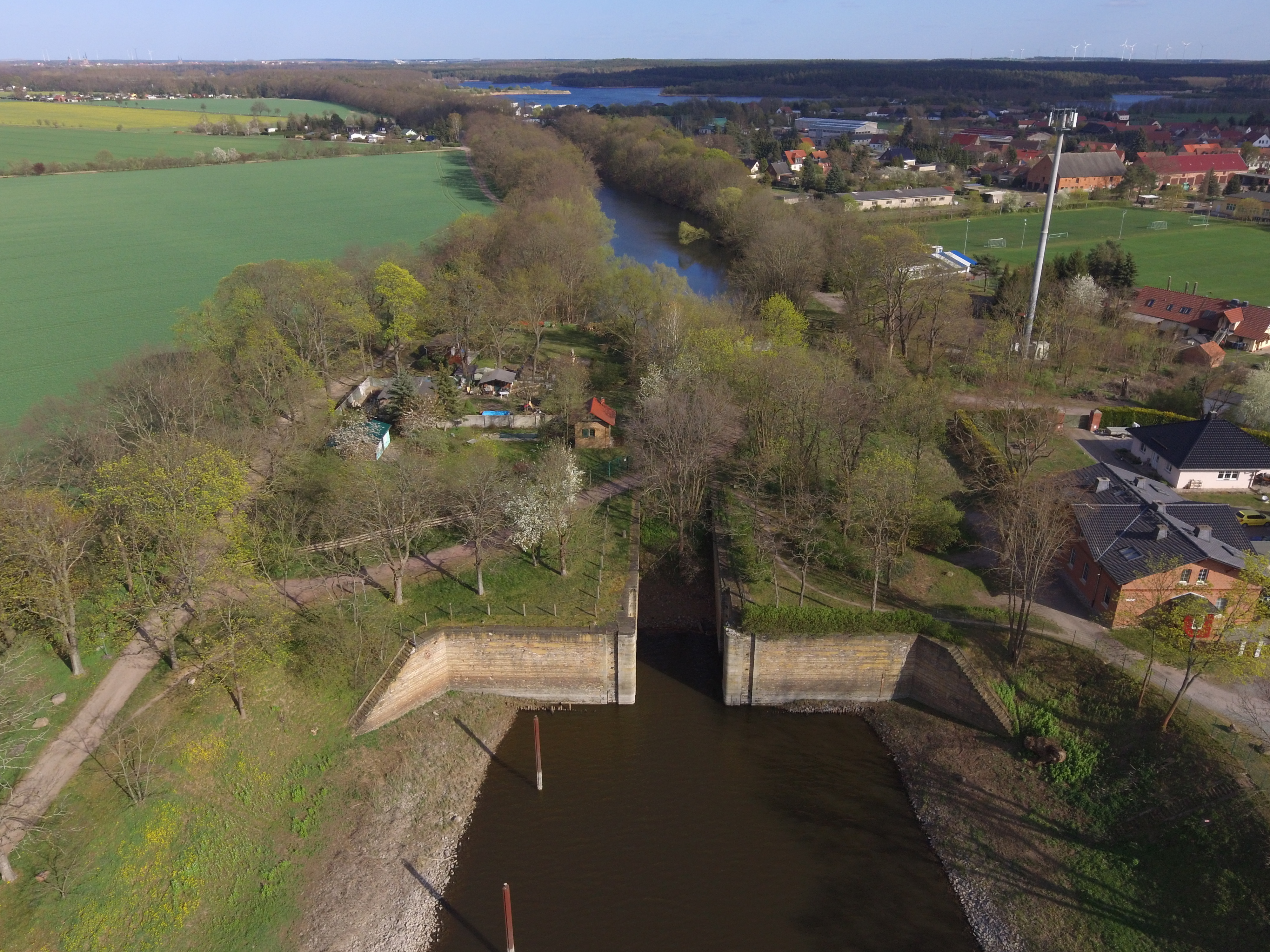
Niegripper Altkanal mit Alter Schleuse Niegripp mit abschließenden Damm in Schleusenkammer; im Hintergrund Niegripper See

Der Niegripper Altkanal ist aus Richtung Elbe-Havel-Kanal bis auf Höhe des ehemals bestehenden, abriegelnden Dammes eine Bundeswasserstraße im Verantwortungsbereich des Außenbezirks Genthin des Wasserstraßen- und Schifffahrtsamtes Spree-Havel. Entsprechend der Beschilderung ist die Zufahrt vom Elbe-Havel-Kanal nur für die Sport- und Freizeitschifffahrt oder mit Einzelgenehmigung erlaubt. Die zulässige Höchstgeschwindigkeit gegenüber dem Ufer ist 6 km/h. Ab der Höhe des vormaligen, den Kanal sperrenden Dammes ist der Kanal eine Landeswasserstraße. Ab Beginn der Landeswasserstraße ist die Höhe aufgrund einer den Kanal überspannenden Brücke auf 3,80 Meter begrenzt. Im Bereich der Landeswasserstraße ist das Befahren mit Jet-Skis untersagt.
Eine zweite Zufahrt hat der Kanal vom Niegripper See. Befahrbar ist der Niegripper Altkanal aus Richtung Elbe-Havel-Kanal beziehungsweise Niegripper See bis zur Querung der Landesstraße 52. Diese wird statt über eine Brücke über einen aufgeschütteten, das Kanalprofil sperrenden Damm geführt. Ein weiterer Damm wurde in der Kammer der Alten Schleuse aufgeschüttet. Zwischen beiden Dämmen ist der Kanal nicht schiffbar. Unterhalb der Alten Schleuse Niegripp ist der Altkanal unter dem Namen Altstrecke Ihlekanal bei Niegripp als Bundesstraße von der Elbe grundsätzlich befahrbar. Die Einfahrt in den Kanal ist jedoch entsprechend der Verkehrsbeschilderung („außer WSA“) nur für Wasserfahrzeuge des Wasserstraßen- und Schifffahrtsamts erlaubt. Für alle anderen Wasserfahrzeuge ist sie untersagt. Die Altstrecke Ihlekanal bei Niegripp ist im Verantwortungsbereich des Wasserstraßen- und Schifffahrtsamtes Magdeburg.